# 杨泽森
杨泽森（1931年—），男，广东茂名人，中国理论物理学家，曾任北京大学教授、博士生导师。